# Галинене, Гене Болесловна
Гене Болесловна Галинене — советский литовский хозяйственный деятель, Герой Социалистического Труда.

## Биография
Родилась в 1926 году в Вильдишкисе. Член КПСС с 1967 года.
В 1944—1949 — работница фермы Эльмининкского опытно-учебного хозяйства.
В 1949—1981 — доярка экспериментального хозяйства Эльмининкской опытной станции Литовского научно-исследовательского института земледелия в Аникшчяйском районе Литовской ССР.
Указом Президиума Верховного Совета СССР от 22 марта 1966 года присвоено звание Героя Социалистического Труда с вручением ордена Ленина и золотой медали «Серп и Молот».
Депутат Верховного Совета Литовской ССР 8-го созыва.
Жила в Эльмининкасе.

## Награды и звания
- Герой Социалистического Труда (22.03.1966)
- Орден Ленина (22.03.1966)